# 米劳·范维克
米劳·范维克（荷蘭語：Milou van Wijk，2004年11月12日—），荷兰女子游泳运动员，11岁前练习篮球，之后改练游泳。她曾获得2024年世界游泳锦标赛女子4×100米自由泳接力金牌、2025年世界游泳锦标赛女子4×100米自由泳接力铜牌。